# Боднаровка (Тернопольская область)
Боднаровка (укр. Боднарівка) — село в Гусятинской поселковой общине Чортковского района Тернопольской области Украины.
До 2020 года входило в Гусятинский район.
Код КОАТУУ — 6121687602. Население по переписи 2001 года составляло 130 человек.

## Географическое положение
Село Боднаровка находится на правом берегу реки Збруч,
ниже по течению на расстоянии в 2 км расположено село Шидловцы,
на противоположном берегу — сёла Боднаровка и Криков.

## История
- 1532 год — дата основания.